# مرثیه (ترانه آلما)
«مرثیه» تک‌آهنگی از هنرمند اهل فرانسه آلما است که در ۱۳ ژانویه ۲۰۱۷ منتشر شد. این ترانه نماینده فرانسه در یوروویژن ۲۰۱۷ بود و به رتبه ۱۲ رسید.